# Kübekháza
Kübekháza è un comune dell'Ungheria di 1.603 abitanti (dati 2001). È situato nella contea di Csongrád-Csanád al confine con Serbia e Romania.